# Куфальдт, Георг Фридрих
Гео́рг Фри́дрих Фердина́нд Ку́фальдт, Георгий Иванович Куфальдт (нем. Georg Friedrich Ferdinand Kuphaldt, 6 июня 1853, Плён — 4 апреля 1938, Берлин) — немецкий ландшафтный архитектор, с 1879-го по 1914 год работал в Российской империи, главным садовым архитектором Риги, а также выполнял проекты озеленения государственных и частных объектов на других территориях страны.

## Образование
Родился в семье учителя Ганса Генриха Куфальдта и его супруги Доротеи. После обучения в гимназии окончил двухлетнюю школу садоводства при Ойтинском придворном парке. Совершенствовал свои познания и практические навыки в Институте помологии в Рейтлингене, в кёльнском Зоологическом саду и в Королевской школе садоводства в Вильдпарке (Потсдам, 1876—1878), где преподавали придворные садовники. «Получить уроки у королевского садовника было равносильно божьей милости», — вспоминал впоследствии Куфальдт. Именно тогда он осознал перемены в садовом искусстве, которое уходило от французской регулярности к пейзажному парку. После успешной сдачи экзаменов 1 марта 1878 года получил место главного садовника в округе Остпригниц, где проработал полтора года и выполнил свои первые небольшие самостоятельные проекты.

## Карьера и труды

Посадка деревьев в Петровском парке Риги во время мероприятий к 300-летию Дома Романовых. Напротив императора Николая II — Георгий Иванович Куфальдт.

В возрасте 27 лет, приняв приглашение на должность директора садов и парков города Риги, Куфальдт занялся почётным и ответственным делом, которое не оставлял до самого отъезда из России. Когда он приехал в Ригу, она произвела на него гнетущее впечатление: темный, унылый город со слабым освещением, даже конка ещё не ходила.
В последующие 34 года он руководил вновь учреждённым городским садовым управлением и создал в Риге и её окрестностях систему озеленения, сохраняющую общую структуру по настоящее время. Куфальдт не делил жителей города на богатых и бедных, считая зелёные насаждения не роскошью, а необходимостью. Поэтому его план озеленения охватывал не только центр города, но и рабочие кварталы. Это — благоустройство берегов Городского канала, где в 1898 году были устроены каменные насыпи, ручейки с каскадами, водопадом и альпинарием. В 1900 году было посажено несколько деревьев очень редких пород, в том числе канадское «рогатое» дерево. В Верманском парке в 1899 году был устроен первый в Риге розарий. Были разбиты или благоустроены парки Петровский, Аркадия (1909—1911), Стрелковый парк, Дзегужкалнс (с 1901), Гризинькалнс (с 1901), Миера (1905—1908), Эспланада (с 1902), площадь Екаба (1905). Принимал участие также в планировке Лесного кладбища (1899) и в создании первой очереди знаменитого Межапарка (с 1901) — первого в Российской империи садового города.
Однако научно-практические интересы Куфальдта этим не ограничивались. Современники называют его «страстным помологом». Действительно, именно ему обязан северо-западный регион бывшей Российской империи акклиматизацией многих сортов плодовых деревьев. Опыт в этой области был обобщен учёным в работе «Der Rationelle Obstbau in den nordwestlichen Provinzen des russischen Reiches: ein Handbuch der Obstkultur für Gärtner und Gartenfreunde» («Рациональное плодоводство в северо-западных провинциях Российской империи : руководство для садовников и любителей», 1896).
Он создал питомник саженцев, где изучал свойства новых сортов растений. Состарившиеся берёзовые аллеи на улицах Риги он заменил голландскими липами, которые красиво цветут в июне, которые легко формировать и благодаря обрезке они так быстро не старятся.
В 1895 году Г. Куфальдту было поручено руководство отделом садоводства на Всероссийской промышленной и художественной выставке в Нижнем Новгороде. В том же году первый приз на конкурсе по устройству сада-цветника с фонтаном перед западным фасадом Зимнего дворца в Санкт-Петербурге обратил на него Высочайшее внимание. С этого времени Куфальдт нередко занимался инспекцией или реконструкцией старых садов и парков в императорских резиденциях (в Царском Селе и в Ораниенбауме, в парке Кадриорг в Ревеле), а равно проектированием новых (например, Царского парка в Дагомысе).
Помимо того, к числу наиболее видных творений Куфальдта относятся общественные сады и парки в Санкт-Петербурге (новый участок Александровского сада), Юрмале, Лиепае, Пярну, а также сады и парки в частных имениях — в Ивановском Курской губернии кн. Барятинских (1900—1903), в харьковской Шаровке «сахарного короля» Леопольда Кёнига и в мекленбургском имении Блюхергоф его сына Александра, в усадьбах Жагаре, Кехтне, Лоху, Олуствере, Визусти, Полли. Куфальдту же принадлежит живописный парк в Орро (Тойле), имении купца-миллионера Г. Г. Елисеева (1899—1901).
В 1910 году архитектор был приглашён выполнить пейзажную часть парка в имении Владимира Семёновича Храповицкого Муромцево, где половину территории занимали пруды, между ними вились щебеночные дорожки, освещаемые электричеством. Вдоль них были расставлены скульптуры из мастерской братьев Ботта и венская мебель Тонет. Фонтаны украшали работы скульптора А. С. Козлова. Летом из оранжерей высаживались в грунт пальмы, юкки, самшиты и другие теплолюбивые растения.
В 1913 году, когда семья императора Николая II прибыла в Ригу для мероприятий по случаю 300-летия Дома Романовых, состоялась торжественная закладка дубовой аллеи в Петровском парке, организованная Куфальдтом. Император отметил работу садового архитектора золотыми часами, а жалование Куфальдта было удвоено: сначала он получил 3500 рублей в год и 500 рублей персональной надбавки, а затем жалованье увеличили до 4000 рублей в год, убрав персональную надбавку.
Профессиональный авторитет Куфальдта распространился далеко за пределами Российской империи. Известны его работы в Германии (Мекленбург, Восточная Пруссия, Висбаден, Гейдельберг) и во Франции (Ницца).

## Конец карьеры и возвращение на родину
Осенью 1914 года, вскоре после начала Первой мировой войны, Георг Куфальдт был заподозрен в шпионаже (он был членом Лиги содействия германскому флоту, при обыске штаб-квартиры рижской группы были найдены патриотические стихи с заверениями верности Германии) и заключён в тюрьму. Он провёл в заключении два месяца, был осуждён на год, но тюремное заключение было заменено выдворением за пределы Российской империи.
По возвращении на родину, в августе 1915 года, Куфальдт получил назначение на должность инспектора садов и парков берлинского района Штеглиц. После окончания Первой мировой войны Куфальдт обратился в рижский магистрат с предложением своих услуг, но получил отказ под предлогом крайней ограниченности средств. На скромном посту штеглицкого инспектора он и оставался до 1 апреля 1923 года, после чего вышел в отставку, хотя ещё более года по поручению берлинского магистрата занимался картографической съемкой городских садово-парковых сооружений.
Богатый опыт практической деятельности мастер постарался обобщить в фундаментальном труде «Praxis der angewandten Dendrologie in Park und Garten» («Практика прикладной дендрологии в парке и саду», 1927). Георгу Куфальдту принадлежит также ряд научных работ в немецких специальных периодических изданиях за разные годы.
В июле 1931 года Куфальдт вместе с супругой Мартой в последний раз побывал в Риге, через 16 лет после принудительной высылки. Он прибыл на пароходе «Регина», который в то время курсировал между Ригой и Штеттином.

## Профессиональное кредо
На вопрос журналиста Карлиса Барона во время своего последнего посещения Риги, что самое важное в садовом искусстве, Куфальдт ответил: «Знаете ли вы, как легко испортить любые насаждения еще при посадке? В чем причина? В непродуманной композиции деревьев и кустарников. Прежде чем составлять композиции, я изучал природу каждого растения, как быстро оно растёт и насколько пышным вырастает. Наша работа отличается от труда строителя, работающего со стабильным материалом. Считаю, что группы деревьев и кустарников в озеленении определяют создание садового пространства».

## Награды
Зимой 1895-96 года Куфальдт был удостоен ордена св. Анны III степени за устройство сада Зимнего дворца.
В 1901 году получил Золотую медаль Рижской юбилейной выставки за планы парков и садов.
В 1913 году при закладке Петровского парка награждён золотыми часами с императорским орлом, инкрустированным бриллиантами, — личным подарком царя Николая II за вклад в совершенствование рижских парков.
В 1917 году получил Орден Заслуг Прусской короны за помощь в военное время.
В 1929 году избран почётным членом Общества садового искусства Германии Bund Burschhentag.

## Места
Первоначально Георг Куфальдт жил у Царского сада, на ул. Катринас, 12. Во время революции 1905 года в целях безопасности он переехал с семьей в квартиру на ул. Александровской, 97 (ныне ул. Бривибас, 105), в дом, построенный архитектором Августом Витте для себя и арендных квартир. Однако годовая аренда квартиры № 9 на самом верхнем этаже требовала 800 рублей из семейного бюджета Куфальдта, который в то время получал жалование 2000 рублей. Поэтому в 1907 году он с семьёй (жена и пятеро детей) вернулся в казённый домик в Царском саду, за который ему надо было только платить ежегодный налог в размере 6 рублей, а расходы в размере 400 рублей в год покрывало Рижское самоуправление. Дом Куфальдта сохранился, был перестроен и в данный момент там находится самоуправление Зиемельского района Риги.